# 和泉市立南池田小学校
和泉市立南池田小学校（いずみしりつ みなみいけだしょうがっこう）は、大阪府和泉市納花町にある公立小学校。

## 概要
市内を南北に流れる槇尾川が形成する池田谷の中流域に位置し、旧南池田村を校区としている。2024年（令和6年）5月1日現在の生徒数は461名で、市内の小学校の中では11番目に多い。
2002年度（平成14年度）から2004年度（平成16年度）まで実施された「学習向上フロンティア事業」において、和泉市で唯一、文部科学省認定のフロンティアスクールであった。

## 沿革

### 略歴
1873年（明治6年）5月、堺県は学制発布に伴い、小学校の増設と通学区の設定に関する達しを出した。池田谷では二つの小学校が設けられた。一つは和泉市立北池田小学校の前身である池田下村の第42番小学で、妙法寺を仮校舎として創立された。もう一つは南池田小学校の前身である第43番小学で、納花村の福寿寺を仮校舎として創立された。当初は旧納花村、旧鍛冶屋村、旧三林村、旧和田村、旧万町村、旧浦田村が通学区となっていた。一方で、旧国府村、旧平井村、旧黒石村の児童は、1874年（明治7年）4月に創立された国分村の国分寺を仮校舎とする小学校に通っていた。

### 年表
- 1873年（明治06年）06月 - 43番小学校創立。
- 1873年（明治06年）07月 - 納花小学校に改称。
- 1874年（明治07年）04月 - 国分村に国分小学校創立。
- 1879年（明治12年）12月 - 国分小学校に校舎を新築。
- 1887年（明治20年）04月 - 両校合併し納花尋常小学校に改称。国分分校を設置。
- 1889年（明治22年）11月 - 南池田尋常小学校に改称。
- 1899年（明治32年）10月 - 国府分校を合併。
- 1908年（明治41年）04月 - 高等科を併設。南池田尋常高等小学校に改称。
- 1941年（昭和16年）04月 - 国民学校令により、泉北郡南池田国民学校に改称。
- 1947年（昭和22年）04月 - 学制改革により、泉北郡南池田村立南池田小学校に改称。
- 1956年（昭和31年）09月 - 南池田村が合併で和泉市となったことに伴い、和泉市立南池田小学校に改称。
- 1973年（昭和48年）04月 - 和泉市立緑ケ丘小学校を分離。

※出典が個別に示されていない記述は、学校公式サイト内の「沿革」ページに基づく。

## 教育方針

### 教育目標
一人一人の子どもたちが、自己の力を最大限に伸ばし、自他共に生かすことのできる心豊かなたくましい児童の育成を目指す

### めざす子ども像
- 自ら進んで学習し、行動できる子ども
- 明るく思いやりのある子ども
- 健康でたくましい子ども

## 通学区域
- 和泉市 三林町、黒石町、浦田町、鍛治屋町、納花町、平井町、国分町の全域[7]。
- 和泉市 和田町、万町の一部[7]。

※卒業生は基本的に和泉市立南池田中学校へ進学する。

## 交通
最寄りバス停は、南海バス阪本線「南池田小学校前」。
- 和泉中央駅バスターミナル2番乗り場から和泉青葉台行きに乗車。
- 南池田小学校前バス停下車すぐ。